# Карлос Лопес Уеска
Карлос Даніель Лопес Уеска (ісп. Carlos Daniel López Huesca), більш відомий як Карлітос (ісп. Carlitos, нар. 12 червня 1990, Аліканте) — іспанський футболіст, нападник польського клубу «Вєчиста».

## Ігрова кар'єра
Розпочав займатись футболом 1998 року у клубі «Аліканте», після чого перебував у школах «Еркулеса» (він грав там чотири роки), «Ельче», «Реал Мурсії» і знову «Ельче», виступаючи за молодіжну команду у сезоні 2008/09.
У дорослому футболі дебютував 2009 року виступами за команду «Торрельяно Ілліче», в якій провів два сезони, взявши участь у 32 матчах чемпіонату. У 2011 році клуб був ліквідований, а Карлітос перейшов до клубу Сегунди Б «Онтіньєнт», де провів сезон 2011/12, зігравши у 29 матчах.
16 серпня 2012 року став гравцем російського «Петротреста», за який провів наступний сезон у другому за рівнем дивізіоні країни, після чого повернувся на батьківщину, де сезон виступав у клубі «Фуенлабрада» з Сегунди Б, а потім ще пів року за «Новелду» з Терсери.
У січні 2015 року, коли Карлітос з 13 голами був найкращим бомбардиром четвертого іспанського дивізіону, він приєднався до клубу другого дивізіону Кіпру «Аріса». Допомігши команді зайняти третє місце і вийти до елітного дивізіону. В влітку він повернувся до своєї країни і підписав контракт з «Ельденсе». Зігравши тридцять три матчі у Сегунді Б він забив тринадцять голів, чим привернув увагу «Вільярреала» і в кінці сезону 2015/16 опинився в їх резервній команді «Вільярреал Б», що виступала у тому ж дивізіоні чемпіонату Іспанії. 
22 червня 2017 року він підписав однорічний контракт, з можливістю продовження, з польською «Віслою» (Краків). За підсумками першого ж сезону Карлітос з 24 голами став найкращим бомбардиром чемпіонату Польщі, при цьому першим в історії іспанцем і одинадцятим гравцем в історії «Вісли». Крім цього футболіст здобув нагороди найкращого нападника сезону і найкращого гравця Екстракласи.. Станом на 25 травня 2018 року відіграв за команду з Кракова 36 матчів в національному чемпіонаті.

## Досягнення

### Командні
- Володар Кубка Греції (1):

«Панатінаїкос»: 2021-22
- Володар Кубку Польщі (1):

«Легія»: 2022-23

### Індивідуальні
- Найкращий бомбардир чемпіонату Польщі: 2017/18 (24 голи)[12]